# Cosmianthemum bullatum
Cosmianthemum bullatum là một loài thực vật có hoa trong họ Ô rô. Loài này được (N.E.Br.) B.L.Burtt & R.M.Sm. mô tả khoa học đầu tiên năm 1966.